# ایسیدور دیاس
ایسیدور دیاس (اسپانیایی: Isidoro Díaz‎؛ زادهٔ ۱۴ مارس ۱۹۳۸) بازیکن فوتبال اهل مکزیک بود.
از باشگاه‌هایی که در آن بازی کرده‌است می‌توان به باشگاه فوتبال گوادالاخارا و باشگاه فوتبال لئون اشاره کرد.
وی همچنین در تیم ملی فوتبال مکزیک بازی کرده‌است.